# Adi Šankara
Adi Šankara, imenovan tudi Šankaracharja (acharja pomeni učitelj v verskih zadevah) in Šankara Bhagavatpada, indijski filozof in verski učitelj iz 8. stoletja.  
Njegova dela predstavljajo temelj hinduistične šole advaita vedanta, njegov nauk je še danes vir, iz katerega izhajajo moderne smeri indijske misli. Pripisujejo mu avtorstvo čez 300 besedil, vključno s komentarji, filozofskimi razpravami in poezijo. Po njegovi smrti nastala legenda pravi, da je ustanovil štiri samostane v Indiji. 
Rodil se je kot sin Nambudiri Brahmanov v Kaladyju v Kerali in je prepotoval vso Indijo. Vse, kar danes vemo o njegovem življenju (Shankara Vijayams) so hagiografije (življenjepis svetnikov), ki pa vsebujejo le nekaj zgodovinskih opornih točk. Tekom svojega življenja je veliko razpravljal z budisti, njegovo glavno delo je Brahma Sutra Bhasya (Komentar k Brahma sutri).
Šankara velja za enega najpomembnejših indijskih filozofov, ki je prenovil hinduizem na osnovi filozofije Upanišad (zbirka filozofskih hinduističnih spisov, ki so sestavni del Ved). Njegovo učenje temelji na vedânti, filozofskih komentarjih različnih šol k Upanišadam. Šankara je bil pripadnik ene od teh šol v Indiji v času, ko sta budizem in džainizem doživljala renesanso, hinduizem pa zaton. V svojih delih kritizira šolo hinduizma, imenovano Mimamsa, za katero je trdil, da je preveč osredotočena na rituale in zanemarja pomen meništva. Poleg tega je razložil ključno razliko med hinduizmom in budizmom: medtem ko hinduizem zagovarja, da atman (duša, Jaz) obstaja, budisti trdijo, da ne duša ne Jaz ne obstajata. Šankara je potoval po indijski podcelini in širil svojo filozofijo v razpravah z drugimi misleci. Po prepričanju proučevalcev se je Šankara odlikoval po nazornem jeziku in pripovedovanju, s čimer mu ni uspelo zapletenih teoloških razlag približati samo izobraženim temveč tudi versko neposvečenim ljudem. Poudarjal je pomen meniškega življenja, kot ga odobravajo Upanišade in Brahma sutra in velja za ustanovitelja štirih samostanov, ki so imeli pomembno vlogo v razvoju, ponovni oživitvi in širjenju Advaite vendate.  

## Življenje
Zanesljivih podatkov o življenju Šankare je izredno malo. Obstaja vsaj štirinajst različnih biografij, dejansko pa hagiografij Adija Šankare, ki so nastale več stoletij po njegovi smrti in so polne legend in fikcije ter so si pogosto v nasprotju. Raziskovalci poudarjajo, da največkrat citirana hagiografija, katere avtor je Anandagiri, navaja zgodbe in legende o zgodovinsko različnih ljudeh, ki pa jih avtor vse imenuje Sri Šankaracharja ali Šankara, toda verjetno se nanašajo na njegove predhodnike, nekatere biografije pa so izmišljotine tistih, ki si prizadevajo osnovati zgodovinsko osnovo za svoje obrede in teorije. 
Preučevalci se ne strinjajo o tem, kdaj naj bi Adi Šankara živel. Njegovo življenje postavljajo v različna obdobja med 5. stoletjem pr. n. št. do konca 9. stoletja n. št., vendar se največkrat omenja, da je živel v prvi polovici 8. stoletja. Zelo verjetno se je rodil v južnoindijski državi Kerala v vasi Kaladi, nekateri teksti omenjajo kot kraj rojstva tudi Chidambaram in Tamil Nadu. Oče je umrl, ko je bil Šankara še zelo mlad. Hagiografije govorijo o tem, da ga je že od ranega otroštva zanimalo puščavništvo, ki mu je njegova mati nasprotovala. Vse hagiografije omenjajo zgodbo o tem, da ga je pri osmih letih, ko se je kopal v reki, za nogo zgrabil krokodil. Takrat je zahteval od matere privolitev, da postane Sannyasin (puščavnik), drugače ga bo krokodil ubil. Mati je pristala in krokodil je Šankaro izpustil, zato je ta odšel od doma in se posvetil učenju. Kmalu postane učenec učitelja Govinda Bhagavatpada, pri katerem je študiral Vede, Upanišade in Brahma sutro. Nekaj ključnih del je napisal še v mladeniških letih. Takrat naj bi se srečeval tudi z učitelji hinduistične šole Mimamsa (ene od šestih ortodoksnih šol hinduizma) in številnimi budisti. Različne in mestoma nasprotujoče pripovedi nato govorijo o Šankarovih potovanjih, romanjih, javnih debatah in ustanovitvi samostanskih centrov na vseh koncih podceline.
Adi Šankara je verjetno umrl pri 32 letih, po nekaterih predvidevanjih v hindujskem romarskem kraju Kedarnath v Himalaji, po drugih pa v Tamil Nadu ali nekje v na jugu Indije v državi Kerala.

## Nauk in filozofija
Za začetnika filozofske smeri Vendata velja Badarayana, ki je verjetno živel v 1. stoletju pr. n. št. Adi Šankara je v 8. stoletju na osnovi starodavnih indijskih besedil postavil temelje za Advaita vedanta, ki spada v eno od šestih ortodoksnih šol hinduizma. Advaita vedanta je tudi šola hindujske filozofije in verska praksa ter obenem ena od klasičnih indijskih poti do duhovne (samo)uresničitve. Pojem advaita se nanaša na idejo, da je duša (resnični Jaz, atman) eno z najvišjo metafizično realnostjo (brahman), ki je realnost sama po sebi in nima nobenih atributov. Privrženci te šole težijo k duhovni osvoboditvi skozi proces spoznavanja in spoznanja posameznikove resnične enosti kot atman in enosti atmana in brahmana.
V svojih delih se Šankara ne ustavlja pri metafiziki in odrešeništvu (seteriologiji), zelo velik pomen daje epistemologiji, to je načinu pridobivanja znanja in spoznanja, ter utemeljevalnim metodam, ki posamezniku in posameznici omogočajo, da pridobijo verodostojno znanje. Če povzamemo sodobna preučevanja in interpretacije Šankare, je treba poudariti, da je ta indijski filozof znanju, pridobljenem s proučevanjem Ved, dajal sekundarni pomen, kajti spoznanja, ki izhajajo iz Ved je treba preveriti z znanjem, ki izhaja iz neposredne izkušnje. Poudaril je nujnost objektivnosti v procesu pridobivanja znanja, subjektivna mnenja in napotki iz Ved so zanj sekundarni. Percepcija in logika so zanj najbolj zanesljivi spoznavni metodi, ki omogočata razlikovanjem med dobrodejnim in škodljivim, zato v takih primerih ni potrebe po sklicevanju na stara besedila (Vede, Upanišade), ko pa se odprejo vprašanja metafizike in etike so pričevanja in modrosti starih besedil pomembna. Tako je opozarjal, da ni primerno izvzemati iz Ved posamezne verze ali fraze brez konteksta in trdil, da je vsebino katere koli razprave mogoče pravilno razumeti, če pisec v besedilu upošteva šest značilnosti: 1) uvodna trditev in zaključki; 2) ponavljanje; 3) izvirnost; 4) iz vsega tega izhajajoči rezultat; 5) razlaga pomena; 6) preverljiva utemeljitev. Ta metodologija sicer izvira iz teoretskih del hindujske šole Nyaya (ki je sistematično razvijala logiko, metodologijo in epistemologijo), vendar jo je Šankara se poglobil  s svojo metodo Anvaya-Vyatireka, po kateri mora posameznik za pravilno razumevanje upoštevati samo tiste pomene, ki se skladajo z vsemi značilnostmi in izključiti pomene, ki so neskladni z vsako značilnostjo. 
Adi Šankara je upošteval Vede in Upanišade kot vir znanja pri razvijanju svojih filozofskih tez, toda svojih tez ni dokazoval skozi starodavna besedila, temveč jih je po zgoraj naštetih točkah dokazoval z uporabo epistemologije, logike in izkušnje.
Adi Šankara v besedilu Upadesasahašri odvrača od ritualnega čaščenja, kot je darovanje Devi (bogu), ker to predpostavlja, da se notranji Jaz razlikuje od brahmana. Zanj je »nauk razlike« napačen, zato zagovarja ne-dualizem, nedeljivo celoto oziroma enost Jaza (atman) in celote (brahman). Po Šankari je samo nespremenljivo bistvo (brahman) realno, svet, kot ga zaznavamo s čutili in razumom pa je spreminjajoče bistvo in s tem slepilo, je iluzija (maja) oziroma njegova eksistenca ni absolutna. Po njegovem nauku lahko samo tisti, ki je zmožen tovrstnega razločevanja med večnim/resničnim in ne-večnim/neresničnim, ki svoje misli odvrača od zemeljskega veselja, kdor je umirjen in kreposten, kdor poleg tega teži k osvoboditvi oz. odrešitvi (mokša) – samo ta je sposoben iskanja brahmana. Brahman je resničnost, vse ostalo je neresnično. Pot k temu spoznanju je zavestna zavrnitev vsega predmetnega. Poglavitni viri te Šankarove interpretacije so Upanišade, Bhagavad gita in Brahma sutra.
Advaita vedanta temelji na spisih, logiki in izkustvenem znanju ter karmi (duhovnih praksah). Filozofija mora biti način življenja in Šankara je skušal razumeti in razložiti, kako je mokša (osvoboditev in odrešitev) dosegljiva v tem življenju: njegova filozofska teza je bila, da s samouresničitvijo ter zavedanjem enosti Jaza in univerzalnega duha, imenovanega brahman.
Toda kako doseči mokšo? Šankara je menil, da je čistost in mirnost duha, ki se ga doseže z jogo, samo pomoč pri učenju spoznavanja mokše, in da jogijsko stanje duha samo po sebi ne daje takega znanja. Menil je, da je spoznanje brahmana mogoče samo s poglabljanjem v učenje Upanišad. Šankara je učil, da metoda joge vključuje odmik duha od zaznavanja stvarnega sveta, toda pri tem ne gre za popolno obvladovanje misli, temveč gre za »meditativno vajo odmika od partikularnega (posamičnega) k zlitju z univerzalnim, kar povzroča kontemplacijo Jaza v najuniverzalnejše, namreč v zavest. Zavračal je tiste sisteme joge, ki učijo, da popolno obvladovanje misli vodi v osvoboditev, kakor tudi da bi bila osvoboditev nekaj ločenega od spoznanja enosti Jaza. Po njegovem mnenju osvobaja spoznanje samo in vpogledi, povezani z resnično naravo stvari. V tem procesu spoznavanja je pomembno vlogo pripisal guruju (učitelju).
Po nekaterih razlagah vsebuje Šankarova vendata nekaj podobnosti z mahajana budizmom, kar pa po drugih intepretacijah zanika sama tradicija advaita vedante. Po Šankari imata mahajana budizem in advaita drugačen pogled na atman (Jaz, duša) in na arahmana. Budizem obstoj atmana zanika, hunduizem in z njim Šankara pa nasprotno meni, atman obstaja. Mahajana budisti in hindujci tudi drugače razumejo kaj pomeni  »osvoboditev«. Nirvana, pojem, ki ga pogosteje uporabljajo budisti, pomeni osvobajajoče spoznanje in sprejetje, da Jaza ni. Mokša, ki je bolj razširjen pojem v hinduizmu, pa pomeni osvobajajoče spoznanje in sprejetje Jaza in univerzalnega duha, je zavest o posameznikovem zlitju z vsem obstoječim in dojemanjem celotnega univerzuma kot Jaza.

## Matha ali samostani
Adi Shankara je ustanovil tudi štiri tako imenovane mathe – samostanske ali verske redove in ti so pomembni še dandanes. Red sringeri je ustanovil na jugu, Dwaraka na zahodu, puri na vzhodu, jyotirmath pa na severu Indije. Vsak samostanski red je nakazoval, določal eno izmed Ved. Nekateri dvomijo, ali je nove redove res ustanovil Adi Šankar. Voditelji ustanovljenih meniških redov trdijo, da je bil njihov ustanovitelj prav on, čeprav je res, da ni trdnega dokaza, da bi pred štirinajstim stoletjem omenjene samostanske skupnosti res obstajale.

## Vpliv
Šankara je močno vplival na hinduizem. Je utemeljitelj tradicije advaita vendata, s svojimi potovanji po Indiji je pripomogel k oživitvi ponovnega branja Ved. Površne verske prakse je prenovil in v njih poudaril takšne načine čaščenja Boga, kakršni so bili zapisani v starodavnih Vedah. Uvedel je sočasno čaščenje petih božanstev (Ganeš, Ganesha, Surja, Višnu, Šiva in Devi), ki po njegovem učenju predstavljajo pet oblik brahmana. Poleg tega je po mnenju nekaterih proučevalcev združil dva dozdevno nezdružljiva filozofska nauka v hinduizmu, to sta atman in brahman. Z naštetim in ustavljanjem samostanov, vzgojo učencev, diskusijami z nasprotniki  je ponovno oživil ortodoksno idejo enotnosti vseh bitij in vedanta misel.

## Dela
Adi Šankara je najbolj znan po svojem sistematičnem pregledu in komentarjih starih indijskih besedil. Njegovo najpomembnejše delo je Brahmasutra bhasya (dobesedno komentar na Brahma sutro), ki velja za temeljno besedilo hinduistične šole vedanta in njegovo najstarejše ohranjeno besedilo. Tudi komentarje na deset Mukhya (glavnih) Upanišad preučevalci pripisujejo Šankari, kakor tudi komentarje na Ghagavad gita. Šankara je tudi avtor Upadesasahasri, ki ga smatrajo za njegovo najpomembnejše originalno filozofsko delo. Šankara je pisal tudi ode, posvečene Krišni in Šivi.
Šankari pripisujejo še številna dela, vendar preučevalci dvomijo, ali je Šankara dejansko avtor teh besedil. 
Vsa dela pa so v izvornem jeziku zbrana v elektronski obliki na povezavi https://archive.org/details/CompleteWorksOfSriSankaracharyaIn20Volumes1910Edition.